# Ким Ду Хён
Ким Ду Хён (кор. 김두현; 14 июля 1982) — южнокорейский футболист, игравший на позиции атакующего полузащитника. В 2003—2012 годах выступал за сборную Южной Кореи.

## Карьера
В январе 2007 года Ким Ду Хён на правах аренды перешёл в английский клуб «Вест Бромвич Альбион». 28. мая 2008 года «Вест Бромвич Альбион» заключил с футболистом постоянный контракт. Ким Ду Хён дебютировал в Премьер-лиге в матче против лондонского «Арсенала», завершившимся победой столичного клуба со счетом 1:0.
27 июля 2009 полузащитник вернулся в Южную Корею, подписав контракт с клубом «Сувон Самсунг Блюуингз», за который выступал в 2001—2005 годах. В 2011—2012 годах выступал за команду «Полис», проходя двухлетнюю военную службу.
5 марта 2019 года Ким подписал контракт с клубом Чемпионшипа ЮСЛ «Инди Илевен». Во втором по уровню дивизионе США корейский полузащитник дебютировал 15 апреля 2019 года в матче против «Своуп Парк Рейнджерс». 8 июня 2019 года в матче против «Мемфис 901» забил свой первый гол за клуб из Индианаполиса. 13 августа 2019 года «Инди Илевен» и Ким расторгли контракт по обоюдному согласию сторон.

## Достижения
- Чемпионшип: 2007/08 (первое место)